# جیلو پونته‌کوروو
گیلبرتو پونته‌کوروو (به ایتالیایی: Gilberto Pontecorvo) (زاده ۱۹ نوامبر ۱۹۱۹-درگذشته ۱۲ اکتبر ۲۰۰۶) کارگردان ایتالیایی بود. وی در سال ۱۹۶۶ به خاطر کارگردانی فیلم نبرد الجزیره برنده جایزه شیر طلایی جشنواره فیلم ونیز شد.

## زندگی
جیلو پونته‌کوروو فیلمساز معتبر و تقریباً کم‌کار ایتالیایی در یک خانواده ثروتمند یهودی به دنیا آمد بعد از تحصیل در رشتهٔ شیمی، کارش را به عنوان خبرنگار روزنامه‌های ایتالیایی در پاریس آغاز می‌کند. در ۱۹۳۸ به خاطر جو ضدیهودی در ایتالیا به پاریس فرار کرد و در ۱۹۴۱ به حزب کمونیست پیوست. بعد به عنوان رهبر گروه پارتیزانی ضدفاشیستی میلان به ایتالیا بازگشت. در میلان با روزنامه چپگرای اونیتا به همکاری پرداخت. پس از جنگ سردبیری روزنامه کمونیستی پاتوگلیا را به عهده گرفت. در این هنگام بود که بین او و پابلو پیکاسو و ژان پل سارتر دوستی عمیقی به وجود آمد. پونته‌کوروو با دیدن فیلم «پائیزا» «روبرتو روسلینی» جذب سینما شد و به ساختن فیلم‌های کوتاه نئورئالیستی و فیلم‌های مستند با دوربین ۱۶ میلی‌متری خود پرداخت.
چندی بعد با دستیاری فیلمسازانی چون ایو آلگره، ماریسو مونیچیلی و دیگران در عالم سینما برای خود جایی باز می‌کند تا اینکه از ۱۹۵۳ در مقام کارگردان فیلم‌های مستند در ایتالیا کار فیلمسازیش را به‌طور جدی و فعالانه شروع می‌نماید. پونته‌کوروو سه سال بعد کارگردانی یک فصل از فیلم «یوریس ایونز» و «آلبرتو کاوالکانتی» را انجام داده و در پی این موقعیت اولین فیلم خود را در ۱۹۵۷ می‌سازد.
وی از اوایل دهه نود به مدیریت هنری فستیوال فیلم ونیز برگزیده شد و تا چند سال در این سمت باقی‌ماند. پسر او مارکو پونته کوروو، فیلمبردار مشهوری در سینمای امروز ایتالیاست.
پونته‌کوروو در اثر نارسایی قلبی در روز ۱۲ اکتبر سال ۲۰۰۶ در ۸۶ سالگی در شهر رم درگذشت

## فیلم‌شناسی

### داستانی
- عقربهٔ قطب‌نما (۱۹۵۶)
- راه بزرگ آبی (۱۹۵۷)
- کاپو (۱۹۵۹)
- نبرد الجزایر (۱۹۶۵ برنده جایزه اول فستیوال ونیز)
- کوئیمادا (۱۹۶۸ در تهران: شعله‌های سوزان)
- تونل (۱۹۷۹)
- مبارزین باسک (۱۹۷۹)
- جووانا (۱۹۵۵ یک فصل از فیلم "گل سرخ بادها")

### مستند
- یکشنبه بازار رم (۱۹۵۱)
- پورتا پورتزه (۱۹۵۱)
- سگ‌ها در آن طرف سیم‌ها (۱۹۵۱)
- نان و گوگرد (۱۹۶۰ برنده جایزه نخست فستیوال کارلو ویواری وی به عنوان بهترین فیلم)